# MP-156
MP-156 — первое российское инерционное самозарядное охотничье ружьё Ижевского механического завода.

## Описание
Ружье создано на базе МР-155 (унификация более 90%) при этом используется совершенно другой тип перезаряжания - инерционная автоматика. Вместо газового поршня установлен груз, который под действием сил инерции при выстреле сжимает рабочую пружину.
Ствол полностью аналогичен стволу ружья МР-155, за исключением отсутствия газоотводного отверстия.
Ружье разработано для использования патронов со стандартной или увеличенной навеской типа «Магнум». Производитель гарантирует стабильную работу с патронами навеской от 32 грамм.
На ружье установлен механический прицел с цветной мушкой. Также выполнен паз типа "ласточкин хвост" для установки оптических и коллиматорных прицелов.
В комплекте идут 3 сменных дульных сужения (цилиндр, 0,5 и 1 мм), набор сменных вкладышей для регулировки отвода приклада.
Канал ствола и патронник хромированы, цевье и приклад выполнены из ореха.